# Mandela Challenge Plate
De Mandela Challenge Plate is een jaarlijks rugby-evenement tussen Australië (Australië Wallabies) en Zuid-Afrika (Zuid-Afrika springbokken). Sinds 2000 zijn de wedstrijden om de cup onderdeel van het The Rugby Championship, vroeger de Tri Nations Series. Tot aan de editie van 2019 won Australië de cup 13 maal tegen 6 overwinningen voor Zuid-Afrika.
De beker is genoemd naar de eerste post- apartheidspresident van Zuid-Afrika, Nelson Mandela.

## Resultaten
In onderstaande tabel staan de resultaten van de cup. Indien er in één elk team evenveel wedstrijden in één jaar won, dan blijft de cup bij de regerende winnaar.
| Jaar | Winnaar                | Winst | Verlies | Gelijk |
| ---- | ---------------------- | ----- | ------- | ------ |
| 2000 | Australië              | 1     | 0       | 0      |
| 2002 | Zuid-Afrika            | 1     | 0       | 0      |
| 2005 | Zuid-Afrika (behouden) | 1     | 1       | 0      |
| 2006 | Australië              | 2     | 1       | 0      |
| 2007 | Australië (behouden)   | 1     | 1       | 0      |
| 2008 | Australië              | 2     | 1       | 0      |
| 2009 | Zuid-Afrika            | 2     | 1       | 0      |
| 2010 | Australië              | 2     | 1       | 0      |
| 2011 | Australië              | 2     | 0       | 0      |
| 2012 | Australië (behouden)   | 1     | 1       | 0      |
| 2013 | Zuid-Afrika            | 2     | 0       | 0      |
| 2014 | Zuid-Afrika (behouden) | 1     | 1       | 0      |
| 2015 | Australië              | 1     | 0       | 0      |
| 2016 | Australië (behouden)   | 1     | 1       | 0      |
| 2017 | Australië (behouden)   | 0     | 0       | 2      |
| 2018 | Australië (behouden)   | 1     | 1       | 0      |
| 2019 | Zuid-Afrika            | 1     | 0       | 0      |
| 2021 | Australië              | 2     | 0       | 0      |
| 2022 | Australië (behouden)   | 1     | 1       | 0      |
| 2023 | Zuid-Afrika            | 1     | 0       | 0      |
| 2024 | Zuid-Afrika            | 2     | 0       | 0      |